# Patricia Ayala
Patricia Ayala (Artigas, 25 d'agost de 1966) és una especialista en logopèdia i política uruguaiana pertanyent a la coalició d'esquerres Front Ampli. És l'actual intendenta del departament d'Artigas, al nord del país.
Ayala va néixer el 25 d'agost de 1966. Es va graduar en logopèdia a la Universitat de la República de Montevideo. Militant del Front Ampli des de la seva joventut, va ingressar al Moviment de Participació Popular (MPP) el 1989.
Durant les eleccions departamentals del 2005 va ser elegida edil, per al període 2005-2010. Pel que fa a les eleccions nacionals del 2009, va ser al primer lloc de la llista del MPP, resultant electa com a la primera diputada a representar a Artigas a la Cambra de Representants de l'Uruguai. El seu període s'estén del 2010 al 2015.
Actualment és diputada pel departament d'Artigas. Va ser una de les candidates del Front Ampli per a la Intendència del seu departament, durant les eleccions departamentals del 9 de maig de 2010, obtenint-ne la victòria. Va comptar amb el suport dels dos sectors majoritaris del seu partit, el MPP i el Front Líber Seregni.